# BAFTA al miglior esordio britannico da regista, sceneggiatore o produttore
Il BAFTA al miglior esordio britannico da regista, sceneggiatore o produttore (Carl Foreman Award for the Most Promising Newcomer o Outstanding Debut By A British Writer, Director or Producer) è un premio annuale, promosso dal BAFTA a partire dal 1999.

## Albo d'oro

### Anni 1990
- 1999
  - Richard Kwietniowski (regista) – Amore e morte a Long Island (Love and Death on Long Island)
  - Sandra Goldbacher (regista) – La governante (The Governess)
  - Shane Meadows (regista) – Ventiquattrosette (Twentyfourseven)
  - Matthew Vaughn (produttore) – Lock & Stock - Pazzi scatenati (Lock, Stock and Two Smoking Barrels)

### Anni 2000
- 2000
  - Lynne Ramsay (regista/sceneggiatrice) – Ratcatcher
  - Ayub Khan-Din (sceneggiatore) – East Is East
  - Kirk Jones (regista/sceneggiatore) – Svegliati Ned (Waking Ned)
  - Justin Kerrigan (regista/sceneggiatore) – Human Traffic
- 2001
  - Paweł Pawlikowski (regista/sceneggiatrice) – Last Resort
  - Simon Cellan Jones (regista) – Some Voices
  - Mark Crowdy (produttore/sceneggiatore) – L'erba di Grace (Saving Grace)
  - Stephen Daldry (regista) – Billy Elliot
  - Lee Hall (sceneggiatore) – Billy Elliot
- 2002
  - Joel Hopkins (regista) e Nicola Usborne (produttore) – Jump Tomorrow
  - Steve Coogan e Henry Normal (sceneggiatori) – The Parole Officer
  - Julian Fellowes (sceneggiatore) – Gosford Park
  - Ruth Kenley-Letts (produttore) – Strictly Sinatra
  - Jack Lothian (sceneggiatore) – Late Night Shopping
  - Richard Parry (regista/cosceneggiatore) – South West 9
- 2003
  - Asif Kapadia (regista/cosceneggiatore) – The Warrior
  - Simon Bent (sceneggiatore) – Christie Malry's Own Double-Entry
  - Lucy Darwin (produttrice) – Lost in La Mancha
  - Duncan Roy (regista/sceneggiatore) – AKA
- 2004
  - Emily Young (regista/sceneggiatrice) – Kiss of Life
  - Sergio Casci (sceneggiatore) – American Cousins
  - Jenny Mayhew (sceneggiatrice) – Uccidere il re (To Kill a King)
  - Peter Webber (regista) – La ragazza con l'orecchino di perla (Girl with a Pearl Earring)
- 2005
  - Amma Asante (regista/sceneggiatrice) – A Way of Life
  - Shona Auerbach (regista) – Dear Frankie
  - Andrea Gibb (sceneggiatrice) – AfterLife
  - Nira Park (produttrice) – L'alba dei morti dementi (Shaun of the Dead)
  - Matthew Vaughn (regista) – The Pusher (Layer Cake)
- 2006
  - Joe Wright (regista) – Orgoglio e pregiudizio (Pride & Prejudice)
  - David Belton (produttore) – Shooting Dogs
  - Peter Fudakowski (produttore) – Il suo nome è Tsotsi (Tsotsi)
  - Annie Griffin (regista/sceneggiatrice) – Festival
  - Richard Hawkins (regista) – Everything
- 2007
  - Andrea Arnold (regista) – Red Road
  - Julian Gilbey (regista) – Rollin'
  - Christine Langan (produttrice) – The Last Hangman
  - Gary Tarn (regista) – Black Sun
  - Paul Andrew Williams (regista) – London to Brighton
- 2008
  - Matt Greenhalgh (sceneggiatore) – Control
  - Chris Atkins (regista/sceneggiatore) – Taking Liberties
  - Mia Bays (produttrice) – Scott Walker: 30 Century Man
  - Sarah Gavron (regista) – Brick Lane
  - Andrew Piddington (regista/sceneggiatore) – The Killing of John Lennon
- 2009
  - Steve McQueen (regista/sceneggiatore) – Hunger
  - Roy Boulter e Solon Papadopoulos (produttori) – Of Time and the City
  - Simon Chinn (produttore) – Man on Wire - Un uomo tra le Torri (Man on Wire)
  - Judy Craymer (produttore) – Mamma mia! (Mamma mia! The Movie)
  - Garth Jennings (sceneggiatore) – Son of Rambow - Il figlio di Rambo (Son of Rambow)

### Anni 2010
- 2010
  - Duncan Jones (regista) – Moon
  - Lucy Bailey e Andrew Thompson (registi), Elizabeth Morgan Hemlock e David Pearson (produttori) – Mugabe and the White African
  - Eran Creevy (regista/sceneggiatore) – Shifty
  - Stuart Hazeldine (regista/sceneggiatore) – Exam
  - Sam Taylor-Johnson (regista) – Nowhere Boy
- 2011
  - Chris Morris (regista/sceneggiatore) – Four Lions
  - Banksy (regista) e Jaimie D'Cruz (produttore) – Exit Through the Gift Shop
  - Clio Barnard (regista) e Tracy O'Riordan (produttrice) – The Arbor
  - Gareth Edwards (regista/sceneggiatore) – Monsters
  - Nick Whitfield (regista/sceneggiatore) – Skeletons
- 2012
  - Paddy Considine (regista) e Diarmid Scrimshaw (produttore) – Tirannosauro (Tyrannosaur)
  - Richard Ayoade (regista e sceneggiatore) – Submarine
  - Joe Cornish (regista e sceneggiatore) – Attack the Block - Invasione aliena
  - Ralph Fiennes (regista) – Coriolanus
  - Will Sharpe (regista e sceneggiatore), Tom Kingsley (regista) e Sarah Brocklehurst (produttrice) – Black Pond
- 2013
  - Bart Layton (regista) e Dmitri Doganis (produttore) – L'impostore - The Imposter (The Imposter)
  - James Bobin (regista) – I Muppet (The Muppets)
  - Dexter Fletcher (regista/sceneggiatore) e Danny King (sceneggiatore) – Wild Bill
  - Tina Gharavi (regista/sceneggiatore) – I Am Nasrine
  - Dai Morris (regista) e Jaqui Morris (regista/produttore) – McCullin
- 2014
  - Kieran Evans (regista/sceneggiatore) – Kelly + Victor
  - Colin Carberry (sceneggiatore) e  Glenn Patterson (sceneggiatore)  – Good Vibrations
  - Kelly Marcel (sceneggiatore) – Saving Mr. Banks
  - Paul Wright (regista/sceneggiatore), Polly Stokes (produttore) – Il superstite (For Those in Peril)
  - Scott Graham (regista/sceneggiatore) – Shell
- 2015
  - Stephen Beresford (sceneggiatore), David Livingstone (produttore) – Pride
  - Elaine Constantine (regista/sceneggiatrice) – Northern Soul
  - Gregory Burke (sceneggiatore) e  Yann Demange (regista)  – '71
  - Hong Khaou (sceneggiatore/regista) – Lilting
  - Paul Katis (regista/produttore), Andrew de Lotbiniere (produttore) – Kajaki
- 2016
  - Naji Abu Nowar (sceneggiatore, regista) Rupert Lloyd (produttore) - Theeb
  - Alex Garland (regista) - Ex Machina
  - Debbie Tucker Green (sceneggiatrice, regista) - Second Coming
  - Sean McAllister (regista, produttore), Elhum Shakerifar (produttore) - A Syrian Love Story
  - Stephen Fingleton (sceneggiatore, regista) - The Survivalist
- 2017
  - Babak Anvari (sceneggiatore, regista), Emily Leo, Oliver Roskill, Lucan Toh (produttori) – L'ombra della paura (Under the Shadow)
  - George Amponsah (sceneggiatore, regista, produttore), Dionne Walker (sceneggiatrice, produttrice) – The Hard Stop
  - Mike Carey (sceneggiatore), Camille Gatin (produttrice) – La ragazza che sapeva troppo (The Girl with All the Gifts)
  - John Donnelly (sceneggiatore), Ben A. Williams (regista) – The Pass
  - Peter Middleton (sceneggiatore, regista, produttore), James Spinney (sceneggiatore, produttore), Jo-Jo Ellison (produttrice) – Notes on Blindness

- 2018
  - Rungano Nyoni (sceneggiatrice, regista), Emily Morgan (produttrice) – I Am Not a Witch
  - Gareth Tunley (sceneggiatore, regista, produttore), Jack Healy Guttman e Tom Meeten (produttori) – The Ghoul
  - Johnny Harris (sceneggiatore, produttore), Thomas Napper (regista) – Jawbone
  - Lucy Cohen (regista) – Kingdom of Us
  - Alice Birch (sceneggiatrice), William Oldroyd (regista), Fodhla Cronin O’Reilly (produttrice) – Lady Macbeth

- 2019
  - Michael Pearce (regista, sceneggiatore), Lauren Dark (produttrice) - Beast
  - Daniel Kokotajilo (regista, sceneggiatore) - Apostasy
  - Chris Kelly (regista, sceneggiatore, produttore) - A Cambodian Spring
  - Leanne Wenham (regista, sceneggiatrice), Sophie Harman (produttrice) - Pili
  - Richard Billingham (regista, sceneggiatore) e Jacqui Davies (produttrice) - Ray & Liz

### Anni 2020
- 2020
  - Mark Jenkin (regista, sceneggiatore), Katy Byers (produttrice), Lynn Waite (produttrice) – Bait
  - Waad al-Kateab (regista, produttrice), Edward Watts (regista) – Alla mia piccola Sama (For Sama)
  - Álvaro Delgado-Aparicio (regista, sceneggiatore) – Retablo
  - Alex Holmes (regista) – Maiden
  - Mark Jenkin (regista, sceneggiatore), Kate Byers (produttrice), Lynn Waite (produttrice) – Bait
  - Harry Wootliff (regista, sceneggiatore) – Only You
- 2021
  - Remi Weekes (regista, sceneggiatore) – His House
  - Ben Sharrock (regista, sceneggiatore) e Irune Gurtubai (produttrice) – Limbo
  - Jack Sidey (sceneggiatore, produttore) – Moffie
  - Theresa Ikoko e Claire Wilson (sceneggiatrici) – Rocks
  - Rose Glass (regista, sceneggiatore) e Oliver Kassman (produttore) – Saint Maud
- 2022
  - Jeymes Samuel (regista, sceneggiatore) – The Harder They Fall
  - Aleem Khan (regista, sceneggiatore) – After Love
  - James Cummings (sceneggiatore) e Hester Ruoff (produttrice) – Boiling Point - Il disastro è servito (Boiling Point)
  - Posy Dixon (regista, sceneggiatore) e Liv Proctor (produttore) – Keyboard Fantasies
  - Rebecca Hall (regista, sceneggiatore) – Due donne - Passing (Passing)
- 2023[2]
  - Charlotte Wells (regista/sceneggiatrice) - Aftersun
  - Georgia Oakley (regista/sceneggiatrice) ed Hélène Sifre (produttrice) - Blue Jean
  - Marie Lidén (regista) - Electric Malady
  - Katy Brand (sceneggiatruce) - Il piacere è tutto mio (Good Luck To You, Leo Grande)
  - Elena Sánchez Bellot (regista) e Maia Kenworthy (regista) - Rebellion
- 2024[3]
  - Savanah Leaf (sceneggiatrice, regista, produttrice), Shirley O'Connor (produttrice) e Medb Riordan (produttrice) - Earth Mama
  - Lisa Selby (regista), Rebecca Lloyd-Evans (regista, produttrice) e Alex Fry (produttore) - Blue Bag Life
  - Christopher Sharp (regista) - Bobi Wine: The People's President
  - Molly Manning Walker (sceneggiatrice, regista) - How to Have Sex
  - Ella Glendining (regista) - Is There Anybody Out There?
- 2025[4]
  - Rich Peppiatt - Kneecap (regista, sceneggiatore)
  - Luna Carmoon - Hoard (regista, sceneggiatrice)
  - Dev Patel - Monkey Man (regista)
  - Sandhya Suri (regista, sceneggiatrice), James Bowsher (produttore) e Balthazar De Ganay (produttore) - Santosh
  - Karan Kandhari (regista, sceneggiatore) - Sister Midnight